# Uland
Uland (sammentrækning af betegnelsen underudviklet land, sidenhen omtolket til udviklingsland) er en betegnelse for et land, der endnu ikke har gennemløbet industrialisering, som ofte har problemer med hungersnød, sygdom, fattigdom og befolkningsoverskud, og er teknisk, økonomisk og industrielt tilbagestående, ofte med en dårlig infrastruktur, en ensidig eksport og et lavt uddannelsesniveau (især om landene i Afrika, Asien og Latinamerika). Betegnelsen den tredje verden er ofte et synonym for uland.
Det er svært i dag at karakterisere hvilke lande der er ulande og hvilke der ikke er. Størstedelen af landene syd for Sahara betegnes i dag som ulande og det samme gælder for fx Bangladesh. Til trods for dette har mange udviklingslande stor fremgang – bl.a. Kina, som har en af de hurtigst voksende økonomier og befolkningstilvækster, ligesom Polen af IMF anses som et uland. 
Der findes en lang række mål for et lands velstand, fx BNP pr. indbygger, men det kan dække over store indkomstforskelle.
Et andet mål er FN's HDI (Human Development Index) som bygger på middellevetid, BNP, uddannelsesniveau mv.